# Aram Grigorjan

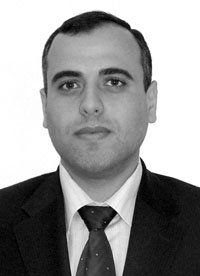
Aram Grigorjan

Aram Grigorjan (armenisch Արամ Գրիգորյան; * 27. September 1977 in Stepanakert) ist ein armenischer Politiker der Republik Arzach.

## Leben
1993 beendete er seine Schulausbildung, im selben Jahr ging er auf die Universität an die Fakultät für Biologie und Medizin. Von 1993 bis 1995 diente er bei den Streitkräften der Republik Bergkarabach. Im Jahr 1999 absolvierte er die Staatliche Medizinische Universität Jerewan M. Heratsiin. 2002 beendete er postgraduales Weiterbildungsstudium (klinische Ordinatur) für die Allgemeinmedizin. 2004 absolvierte er die Fernabteilung der wirtschaftlichen Fakultät.
2003 absolvierte er die klinische Ordinatur für Endoskopie in dem Bezirkskrankenhaus, wo er anschließend als Arzt für Endoskopie und allgemeine Chirurgie tätig war.
Grigorjan ist verheiratet.

## Politik
Von 2008 bis 2009 war Grigorjan Stellvertreter des Vorsitzenden für Gesundheit NKR. Am 1. November 2009 wurde er auf eigenen Wunsch abgelöst und nahm wieder die Arbeit im Krankenhaus auf. Bei den Wahlen zur vierten Nationalversammlung am 23. Mai 2010 wurde er im Wahlbezirk N 4 als Abgeordneter gewählt. Am 10. Juni 2010 wurde er als stellvertretender Vorsitzender des ständigen Ausschusses für soziale Fragen und nach 2012 auch für Soziale und Gesundheitsfragen gewählt.
Grigorjan ist Mitglied der Partei Freie Heimat und Mitglied der Fraktion „Heimat“.
| Personendaten    | Personendaten                             |
| ---------------- | ----------------------------------------- |
| NAME             | Grigorjan, Aram                           |
| ALTERNATIVNAMEN  | Արամ Գրիգորյան (armenisch)                |
| KURZBESCHREIBUNG | armenischer Politiker der Republik Arzach |
| GEBURTSDATUM     | 27. September 1977                        |
| GEBURTSORT       | Stepanakert, Sowjetunion                  |